# Villa Schuchstraße 4 (Radebeul)
Die Villa in der Schuchstraße 4 liegt im Stadtteil Niederlößnitz der sächsischen Stadt Radebeul. Das Gebäude stammt aus den 1870er Jahren, vermutlich von den Gebrüdern Ziller.

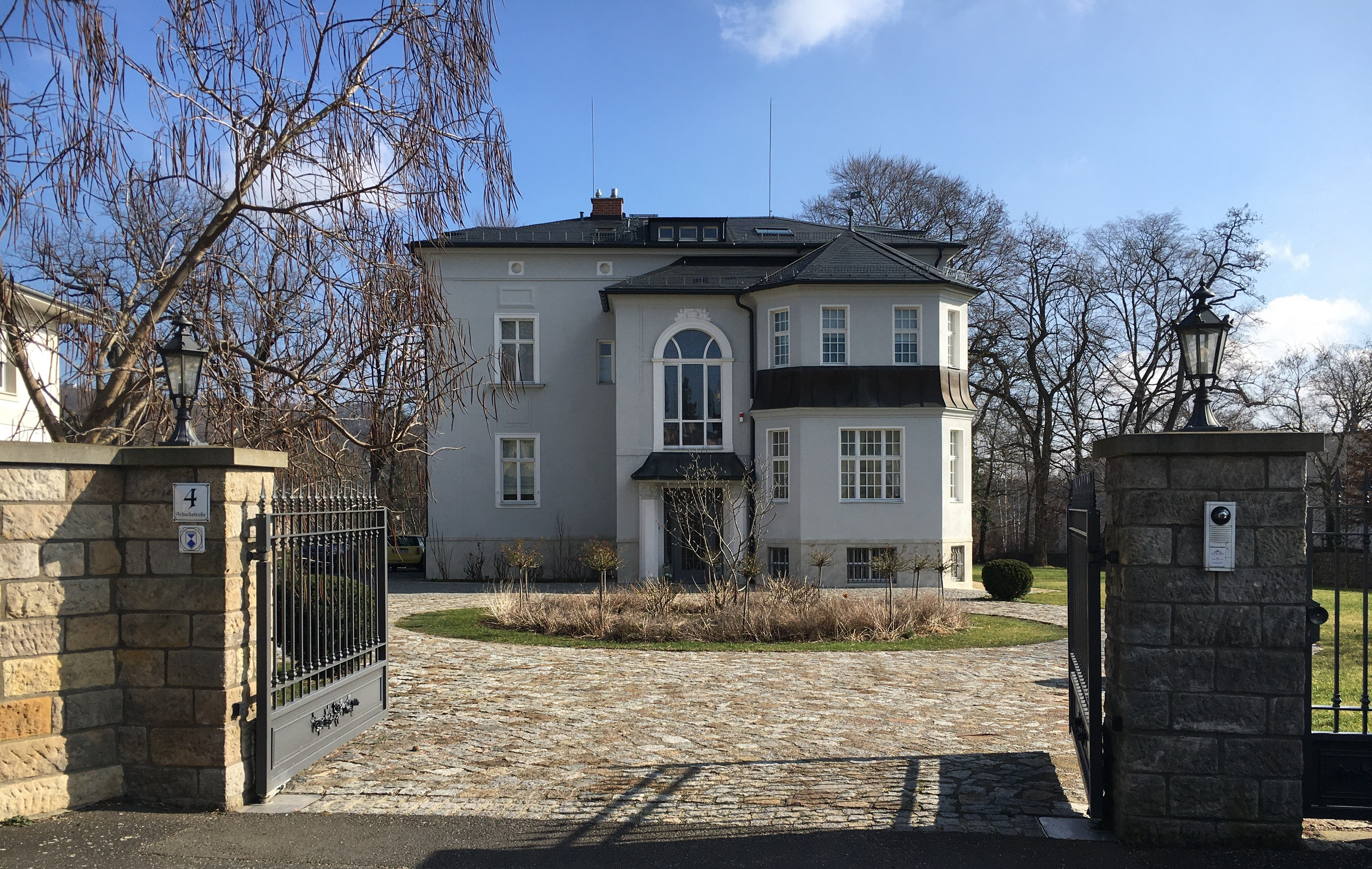
Villa Schuchstraße 4

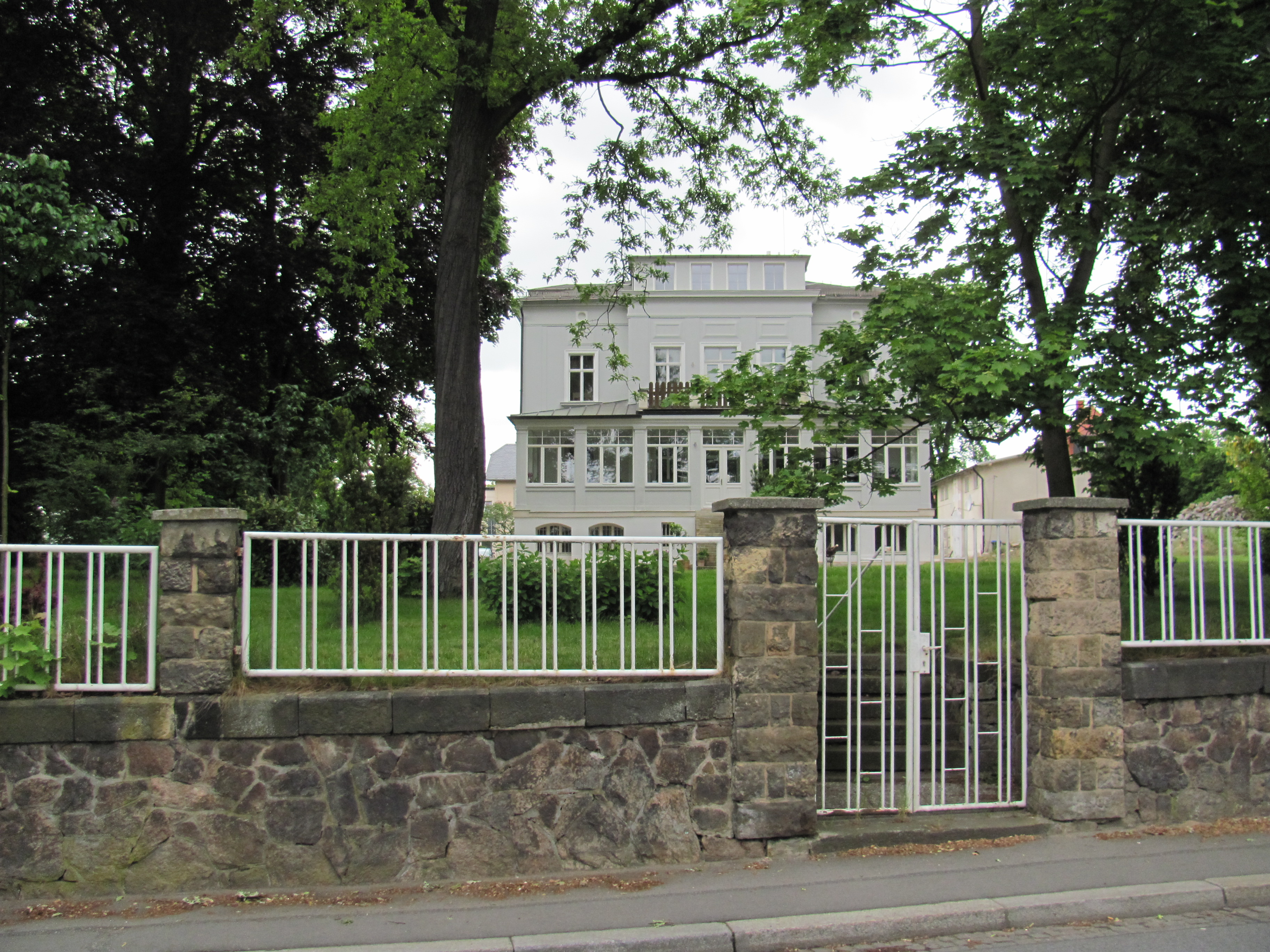
Garten Schuchstraße 4, von der Paradiesstraße aus

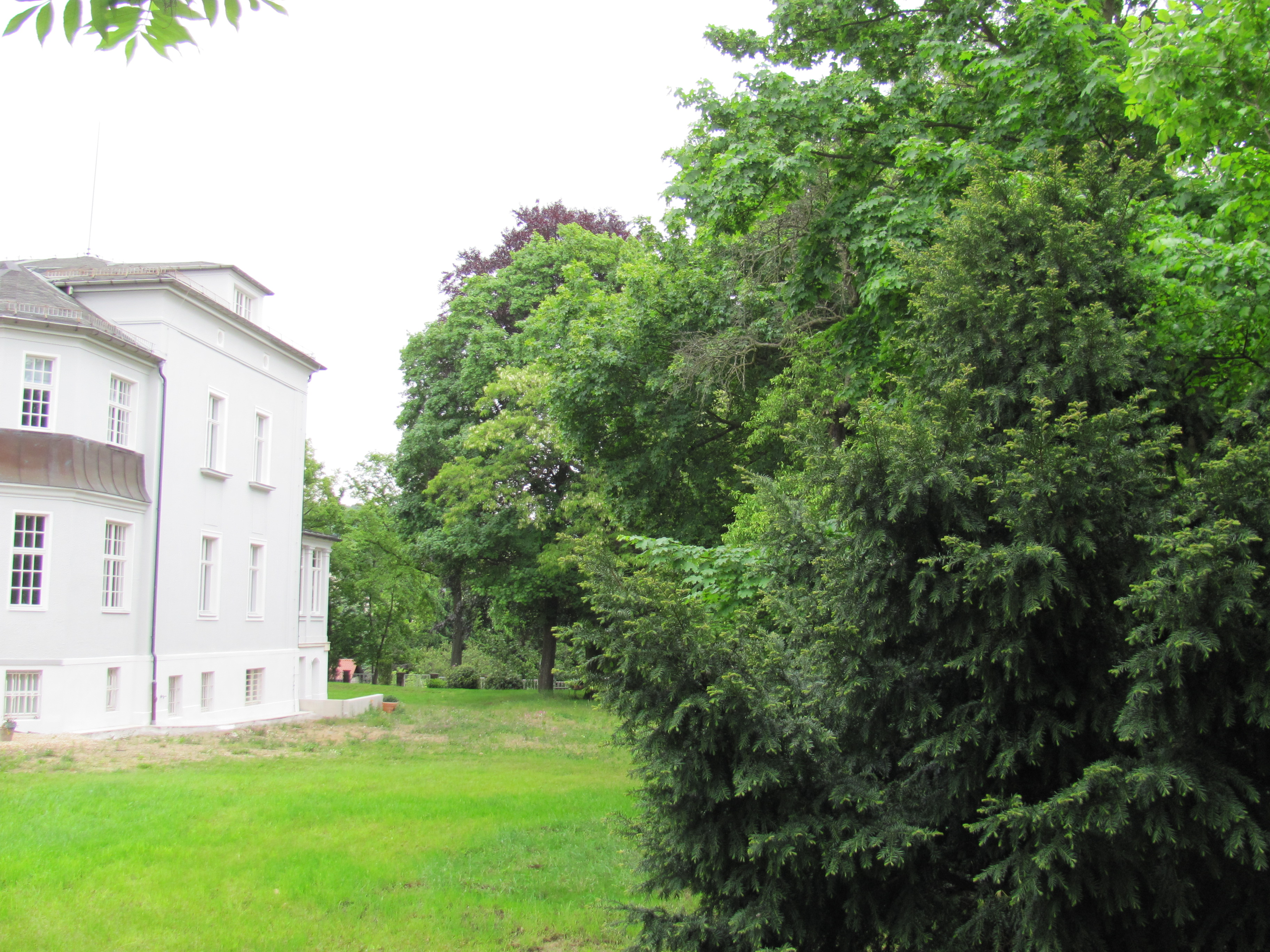
Garten Schuchstraße 4

## Beschreibung
Die in den 1870er Jahren vermutlich von den Gebrüdern Ziller errichtete, zweigeschossige Villa ist in ihrem Aussehen geprägt durch spätere An- und Umbauten. Das mit der Einfriedung unter Denkmalschutz stehende Gebäude hat einen Drempel sowie ein flaches Walmdach, das nach 2014 wieder mit Schiefer eingedeckt wurde.
Der Putzbau wird durch Ecklisenen sowie Bänder gegliedert und trägt etwas Stuckdekor, die jedoch durch die einfarbige Farbfassung kaum auffallen. Lediglich die Fenstereinfassungen aus Sandstein werden durch ihren weißen Anstrich hervorgehoben. Auf der Gartenseite nach Osten zur Paradiesstraße steht ein breiter Mittelrisalit.
In der Straßenansicht steht mittig ein Treppenhausvorbau, der 1912 für Rittmeister Kressner nach Plänen von Georg Heinsius von Mayenburg errichtet wurde. Über dem Eingang darin befindet sich ein von Stützen getragenes Vordach, darüber ist ein rundbogiges Treppenhausfenster mit einer Jugendstilverglasung eingebracht.
Links vom Eingang befand sich eine massive eingeschossige Veranda, die im Zuge der Instandsetzung in den 2010er Jahren  rückgebaut wurde. Rechts steht ein zweigeschossiger polygonaler Anbau, der 1920 von einem Wintergarten zu einem Wohnraum umgebaut wurde.
Der große Garten des Grundstücks mit altem Baumbestand steht als denkmalpflegerische Nebenanlage ebenfalls unter Denkmalschutz, er reicht bis zur Paradiesstraße.